# 천안용곡초등학교
천안용곡초등학교는 대한민국 충청남도 천안시 동남구에 있는 공립 초등학교이다.

## 학교 연혁
- 2003년 3월 1일: 개교
- 2004년 2월 18일: 제1회 30명 졸업
- 2018년 2월 9일: 제15회 186명 졸업
- 2018년 3월 1일: 40학급(특수 1학급) 편성
- 2018년 3월 2일: 165명 입학

## 참고 자료
- 천안용곡초등학교 - 한국교육학술정보원 학교알리미